# Nilgiridue
Nilgiridue (latin: Columba elphinstonii) er en dueart, der lever i det sydvestlige Indien.